# أرمي بارت
أرمي بارت مواليد 18 يونيو 1991 في تالين، هو لاعب كرة يد إستوني يلعب كمحور. مثل منتخب إستونيا. لعب سابقا مع نادي بشكتاش لكرة اليد في التركي في موسم 2013–2014 كما لعب مع فيا دي أراندا.

## روابط خارجية
- أرمي بارت على موقع الاتحاد الأوروبي لكرة اليد (الإنجليزية)